# Hubert Theophil Simar

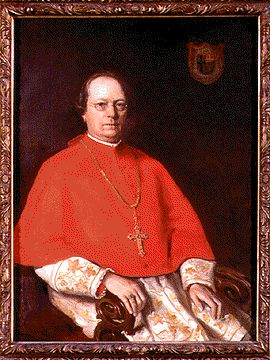
L'arcivescovo Hubertus Theophil Simar che indossa il cosiddetto legato pontificio, che gli arcivescovi di Colonia possono indossare anche se non sono cardinali, come Simar (dipinto di Carl Murdfield)

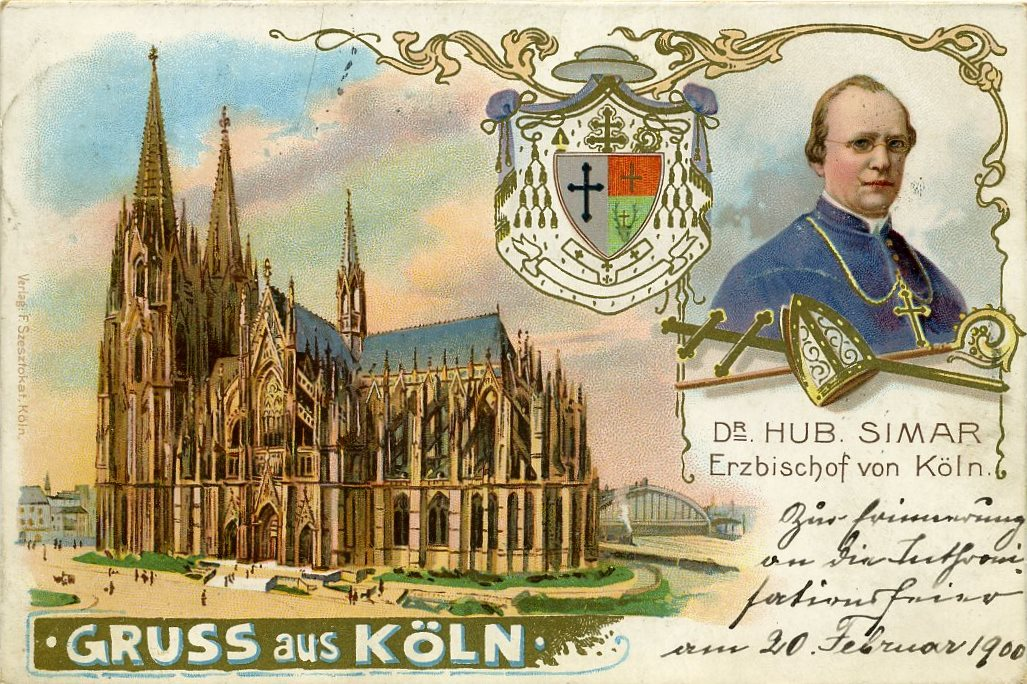
Cartolina raffigurante la cattedrale di Colonia e l'Arcicescovo Simar.

Hubert Theophil Simar, o anche Hubertus Theophilus (Teofilo) Simar (Eupen, 13 dicembre 1835 – Colonia, 24 maggio 1902) è stato un arcivescovo cattolico tedesco.

## Biografia
Simar era il più giovane di otto figli di una ricca famiglia di mercanti di Eupen.
Dopo essersi diplomato nel 1853 a Düren, studiò a Bonn, Monaco e teologia a Münster. Si unì al seminario di Colonia e il 2 maggio 1859 ricevette l'ordinazione sacerdotale. Lavorò brevemente come cappellano a Bonn, ma fu presto nominato nella convocazione teologica di Bonn. Si abilitò a Bonn e assunse nel 1864 la carica di professore di teologia morale: nel 1880 divenne professore ordinario.
Il 25 giugno 1891 fu eletto vescovo di Paderborn. Ricevette l'ordinazione episcopale il 25 febbraio 1892 dal cardinale Philipp Krementz nella cattedrale della città. Il 29 aprile dello stesso anno papa Leone XIII lo nominò amministratore apostolico del vicariato apostolico di Anhalt. Nel 1899 era il candidato preferito dell'imperatore Guglielmo II e dello stato prussiano come arcivescovo di Colonia. Infatti il 24 ottobre 1899 fu eletto nuovo arcivescovo anche dal capitolo della cattedrale di Colonia. Prese possesso ufficiale dell'arcidiocesi a Colonia il 20 febbraio 1900.
L'influenza dello stato nelle elezioni provocò dissidi a Roma, tanto che fu escluso da un sondaggio nel Collegio cardinalizio. Durante il suo episcopato favorì una mitigazione nella formazione del seminario e allo stesso tempo estese l'educazione universitaria ai candidati al sacerdozio.
Morì a Colonia di polmonite all'età di 66 anni, che contrasse in viaggio per una visita. Fu sepolto nella cripta episcopale della cattedrale di Colonia.

## Opere
- (DE) Die Theologie des Heiligen Paulus, Kessinger, 2010  [1883], ISBN 9781166758400.
- (DE) Das Gewissen und die Gewissensfreiheit: zehn Vorträge von Herbert Theophil Simar, Freiburg im Breisgau, Herder, 1874, SBN PUV1098701.

## Genealogia episcopale e successione apostolica
La genealogia episcopale è:
- Cardinale Scipione Rebiba
- Cardinale Giulio Antonio Santori
- Cardinale Girolamo Bernerio, O.P.
- Arcivescovo Galeazzo Sanvitale
- Cardinale Ludovico Ludovisi
- Cardinale Luigi Caetani
- Cardinale Ulderico Carpegna
- Cardinale Paluzzo Paluzzi Altieri degli Albertoni
- Papa Benedetto XIII
- Papa Benedetto XIV
- Papa Clemente XIII
- Cardinale Giovanni Carlo Boschi
- Cardinale Bartolomeo Pacca
- Cardinale Francesco Serra-Cassano
- Arcivescovo Joseph Maria Johann Nepomuk von Fraunberg
- Cardinale Johannes von Geissel
- Vescovo Eduard Jakob Wedekin
- Cardinale Paul Ludolf Melchers, S.I.
- Arcivescovo Philipp Krementz
- Arcivescovo Hubert Theophil Simar

La successione apostolica è:
- Vescovo Wilhelm Schneider (1900)